# Joey de León
José María de León y Ramos (14 de octubre de 1946 en Manila), más conocido como Joey de León, es un actor, cantante, cómico y presentador de la televisión filipina. Es uno de los presentadores del longevo programa de variedades Eat Bulaga!. Forma parte del trío cómico Tito, Vic y Joey, con quienes ha rodado varias películas y series de televisión. Fue compositor de algunas obras clásicas.

## Biografía
El padre de Joey, Pepe de León, era un empresario español natural de Madrid. Sus padres se divorciaron cuando era joven, pero su padre siempre estuvo a su lado y muy pendiente de su educación. 
Antes de ser artista, León obtuvo su título de arquitecto en la Universidad Nacional de Manila. También fue DJ en 12 estaciones de radio en sus inicios. 
Joey de León tiene cinco hijos. Con su primera esposa, la actriz Daria Ramírez, tuvo a Joseph Joachim (Keempee de León) y Jacinda Myrtle (Cheenee de León). Poco después, Joey se casó nuevamente con la actriz Eileen Macapagal. De su unión nacieron tres hijos: JOCAS Eightria, Jako y Jio. Su hija mayor tiene tres nietos. También es sobrino de Elvie Ramos-Villasanta, madre del comediante  Ariel (socio de Maverick Relova). 

## Carrera artística
Comenzó su carrera en el mundo del espectáculo en la década de los años 60. Aproximadamente en 1969, como DJ en una importante radioemisora, en su mayoría propiedad pre-ley marcial de ABS-CBN. Los locutores principales como Inday Badiday, Ike Lozada, Johnny de León (sin relación) y Helen Vela fueron sus acompañantes. En un lapso de cinco años, trabajó para 12 estaciones de radios diferentes, mientras que trabajaba como escritor y compositor gag. Su primera gran oportunidad conocida en la televisión fue en el IBC's gag show OK Lang, protagonizando junto a los hermanos Sotto (Tito, Vic y Val), Ricky Manalo, Jr. y la Sociedad de la APO de senderismo.

## Álbumes discográficos
- Joey al mundo (2004) - los expedientes de BMG;
- de Halukay Ube del (2004) - Duet con las muchachas de Sexbomb;
- de Ispageti del (2003) - el Duet con las muchachas de Sexbomb;
- ni Joey de León (1999) de Mga Pakyuuuut - los expedientes de Polyeast;
- JoeyRassic (1993) - Polycosmic registran;
- Los expedientes resistentes 1976-1978 de Vicor de la serie de los golpes de TVJ (12 álbumes)
- (2006) Itaktak MES!